# Анабазис
„Анабазис“ са озаглавени 2 антични произведения – съчиненението на Ксенофонт, описващо участието на гръцки наемници във вътрешните междуособици на Персия и Тракия, и съчинението на Ариан, описващо похода на Александър Велики срещу Персийското царство.

## Поход на Десетте хиляди
Съчинението „Анабазис“ на древногръцкия автор Ксенофонт, подобно на „Записки за Галската война“ на Гай Юлий Цезар и „За Юдейската война“ на Йосиф Флавий, може да бъде причислено към малобройния набор антични произведения, създадени от непосредствен участник в събитията, които се описват. Роден в аристократично атинско семейство около 430 г. пр.Хр., получил добро за времето си образование, ученик на Сократ, за когото оставил доста полезни спомени, през 401 г. Ксенофонт се присъединява към опълчение от повече от 13 хиляди гръцки наемници, които се вливат в събраната от сатрапа на Лидия, Фригия и Велика Кападокия принц Кир Млади армия заради междуособна битка с неговия брат – персийския цар Артаксеркс II. Походът завършва неуспешно – Кир загива в битка в областта Кунакса до Вавилон (на тези събития, както и на личността на самия Кир е посветена първата книга на „Анабазис“). След нелепата гибел на предводителя на гръцките войски Клеарх, Ксенофонт, който по това време е бил избран за един от стратезите на гръцката армия, оглавява „отстъплението“ (на гръцки: ανάβασις) на елините, чието описание става съдържание на останалите шест книги на „Анабазис“. Повествованието в творбата се води в трето лице. Това е много характерен за античните текстове способ да не се подчертава авторово присъствие в съчинението. Дори Ксенофонт умишлено подчертава този факт – в друго свое съчинение – „Гръцка история“, той цитира части от „Анабазис“ и приписва неговото авторство на някой си Темистоген от Сиракуза, лице, което, по всяка вероятност, е измислено. Тази мистификация е била разобличена още в антични времена – в своето съчинение „За славата на атиняните“ Плутарх категорично оспорва „авторството“ на Темистоген и приписва творбата на Ксенофонт.
Едновременно с изложените драматични събития по време на похода историческа стойност на труда на Ксенофонт придават пространните описания на природните и икономическите условия на областите, през които минава пътят на войниците, а също на бита, религията и културата на народите, които ги населяват. В този смисъл, заради приноса си към историята на Северна Месопотамия, Мала Азия и Южен Кавказ „Анабазис“ на Ксенофонт може да бъде съпоставен с „Германия“ на Тацит по отношение на историческото развитие на Централна Европа и със „Записките“ на Цезар, когато става дума за историята на Западна Европа.